# Sixième district congressionnel du Wisconsin
Le 6e district congressionnel du Wisconsin est un district situé dans l'est du Wisconsin. Il est basé dans les communautés rurales, suburbaines et exurbaines entre Madison, Milwaukee et Green Bay. Il comprend également le village de River Hills, dans l'extrême nord du Comté de Milwaukee. Le district est actuellement représenté par le Républicain Glenn Grothman qui a pris ses fonctions en janvier 2015.
Le 6e district a une longue histoire d'élevage de bétail dans les zones rurales et est un important producteur de lait et de céréales.
Le 6e district a été un bastion Républicain pendant la majeure partie de son histoire ; depuis les années 1930, un seul Démocrate, John A. Race, a représenté le district entre 1965 et 1967. Avec un CPVI de R+10, il est à égalité avec le 8e district en tant que 3e district le plus Républicain du Wisconsin. La tendance républicaine du 6e district s'étend aux élections présidentielles ; depuis 1952, seuls trois démocrates l’ont remporté : Lyndon B. Johnson en 1964, Bill Clinton en 1996 et Barack Obama en 2008, qui ont tous trois balayé l’État du Wisconsin dans des glissements de terrain. Lors de l'élection présidentielle de 2020, la circonscription a voté à 57 % pour Donald Trump et à 42 % pour Joe Biden.

## Géographie
| #   | Comté       | Siège           | Population |
| --- | ----------- | --------------- | ---------- |
| 15  | Calumet     | Chilton         | 52 539     |
| 21  | Columbia    | Portage         | 58 488     |
| 27  | Dodge       | Juneau          | 89 313     |
| 39  | Fond du Lac | Fond du Lac     | 104 362    |
| 47  | Green Lake  | Green Lake      | 19 229     |
| 71  | Manitowoc   | Manitowoc       | 81 505     |
| 77  | Marquette   | Montello        | 15 792     |
| 89  | Ozaukee     | Port Washington | 92 497     |
| 117 | Sheboygan   | Sheboygan       | 117 747    |
| 137 | Waushara    | Wautoma         | 24 828     |
| 139 | Winnebago   | Oshkosh         | 171 623    |

Comté de Calumet
New Holstein.
Comté de Columbia
Arlington, Cambria, Columbus, Doylestown, Fall River, Friesland, Lodi, Pardeeville, Portage, Poynette, Rio, Wisconsin Dells (partie du Comté de Columbia) et Wyocena.
Comté de Dodge
Beaver Dam, Brownsville, Fox Lake, Lomira, Mayville, Randolph, Theresa et Waupun.
Comté de Fond du Lac
Brandon, Campbellsport, Eden, Fairwater, Fond du Lac, Mount Calvary, North Fond du Lac, Oakfield, Ripon, Rosendale et St. Cloud.
Comté de Green Lake
Berlin, Green Lake, Kingston, Markesan, Marquette et Princeton.
Comté de Manitowoc
Cleveland, Francis Creek, Kellnersville, Kiel, Manitowoc, Maribel, Mishicot, Reedsville, Șt. Nazianz, Two Rivers, Valders et Whitelaw.
Comté de Marquette
Endeavor, Montello, Neshkoro, Oxford et Westfield.
Comté de d'Ozaukee
Belgium, Cedarburg, Fredonia, Grafton, Port Washington, Saukville et Thiensville.
Comté de Sheboygan
Adell, Cascade, Cedar Grove, Elkhart Lake, Glenbeulah, Kohler, Oostburg, Plymouth, Random Lake, Sheboygan, Sheboygan Falls et Waldo.
Comté de Waushara
Coloma, Hancock, Lohrville Plainfield, Redgranite, Wautoma et Wild Rose.
Comté de Winnebago
Appleton (en partie), Fox Crossing, Menasha, Neenah, Omro, Oshkosh et Winneconne.

## Histoire
Le 6e district du Wisconsin a vu le jour en 1863 à la suite du recensement fédéral de 1860. Le premier Représentant-élu du district fut Walter D. McIndoe de Wausau. Le district comprenait à l'origine les comtés du nord et de l'ouest de l'État. À la suite d'une nouvelle répartition ultérieure par le Congrès après chaque recensement décennal, les limites du district se sont déplacées vers l'est.

### Recensement de 1860

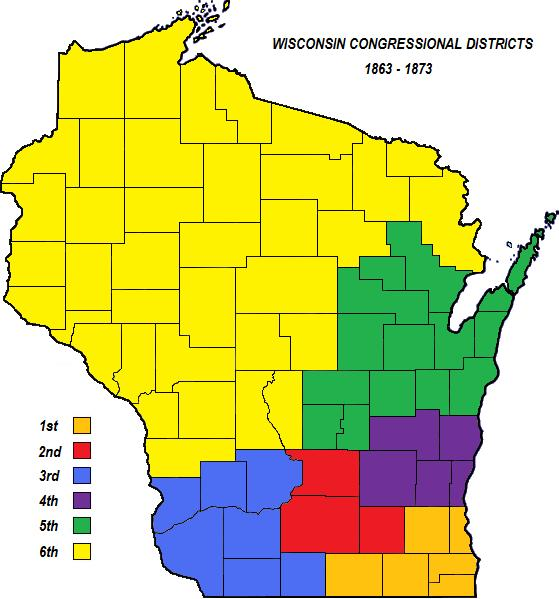
Districts congressionnels du Wisconsin après le recensement de 1860

La redistribution des districts congressionnels à la suite du recensement fédéral de 1860 a donné au Wisconsin trois membres supplémentaires à la Chambre des représentants. Les membres élus dans les 4e, 5e et 6e districts nouvellement créés ont été choisis lors des élections de mi-mandat de 1862 et ont pris leur siège à la chambre basse dans le cadre du 38e Congrès des États-Unis.
Le 6e district comprenait à l'origine les comtés d'Adams, Ashland, Bad Axe (Vernon), Buffalo, Burnett, Dallas (Barron), Chippewa, Clark, Douglas, Dunn, Eau Claire, Jackson, Juneau, La Crosse, La Pointe, Marathon, Monroe, Pepin, Pierce, Polk, Portage, Sainte-Croix, Trempealeau et Wood.
Les zones du centre-est du Wisconsin, qui constituent aujourd'hui une grande partie du 6e district, faisaient à l'origine partie du 5e district nouvellement créé.

### Recensement de 1870

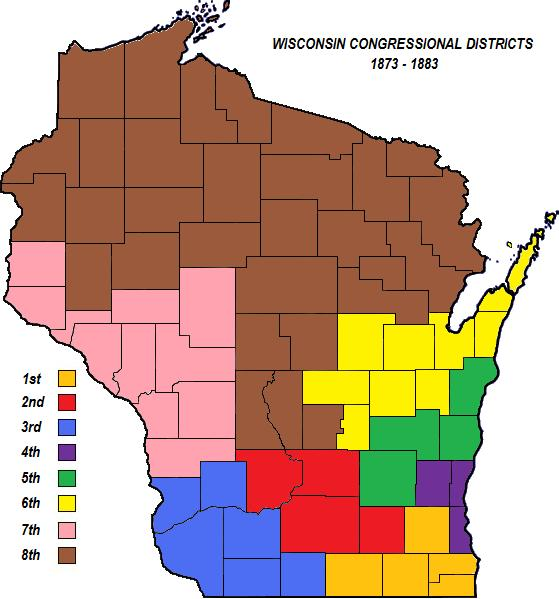
Districts congressionnels du Wisconsin après le recensement de 1870

À la suite du recensement de 1870, le Wisconsin a obtenu deux sièges à la Chambre des représentants. Le nouveau 6e district a été déplacé vers l'est et comprenait de nombreux comtés du nord-est du Wisconsin. Il comprenait les comtés de Brown, Calumet, Door, Green Lake, Kewaunee, Outagamie, Waupaca, Waushara et Winnebago. Le Représentant Philetus Sawyer d'Oshkosh avait été élu au Congrès dans le 5e district du Wisconsin depuis 1865, puis a été élu dans le 6e district nouvellement configuré. Il a ensuite servi l'État en tant que membre du Sénat américain.

### Recensement de 1880
Le recensement fédéral de 1880 a montré une nouvelle croissance démographique dans le Wisconsin et l'État a remporté un 9e siège au Congrès. La redistribution de l'État a déplacé le 6e district vers un emplacement plus central au sein de l'État, bien que les représentants élus du district soient issus des communautés situées le long des rives du Lac Winnebago tout au long de la décennie. Le 6e district comprenait désormais les comtés d'Adams, Green Lake, Marquette, Outagamie, Waushara et Winnebago.

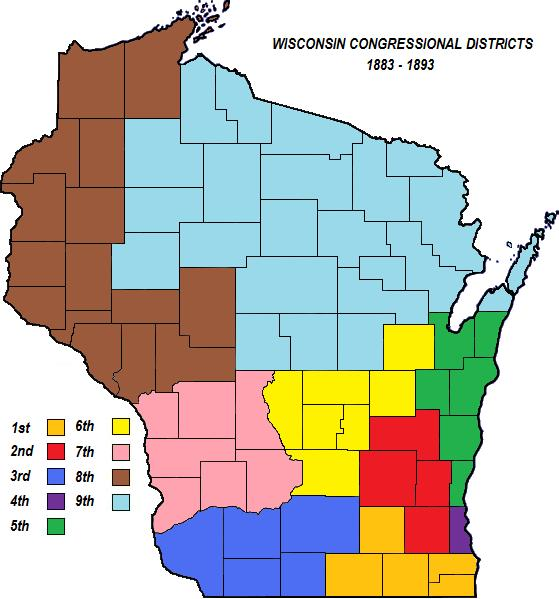
Districts congressionnels du Wisconsin après le recensement de 1880

### Recensement de 1890
Suite au recensement de 1890, le Wisconsin a obtenu un 10e siège au Congrès. Le 6e district s'est déplacé vers l'est pour adopter une configuration qui ressemblait beaucoup à celle de la forme linéaire est-ouest actuelle avec une population de 187 001 habitants. La population de l'État était de 1 686 880 habitants. Le 6e district comprenait alors les comtés de Calumet, Fond du Lac, Green Lake, Marquette, Marquette, Waushara et Winnebago.

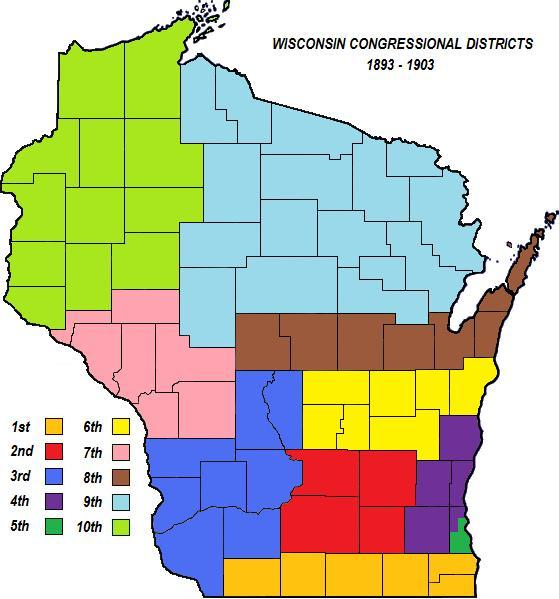
Districts congressionnels du Wisconsin après le recensement de 1890

### Recensement de 1900
La population de l'État a atteint 2 069 042 selon le recensement fédéral de 1900 et le Wisconsin a gagné un siège supplémentaire à la Chambre des Représentants. Ce fut l'apogée de la représentation du Wisconsin au Congrès et l'État maintint 11 membres à la Chambre des Représentants jusqu'à l'ouverture du 73e Congrès des États-Unis en 1933. Le 6e district s'est déplacé vers le sud et comprenait les comtés de Dodge, Fond du Lac, Ozaukee, Sheboygan, et Washington. Les comtés à proximité du Lac Winnebago sont devenus une partie du 8e district. La population des comtés composant le 6e district s'élevait à 184 517 habitants.

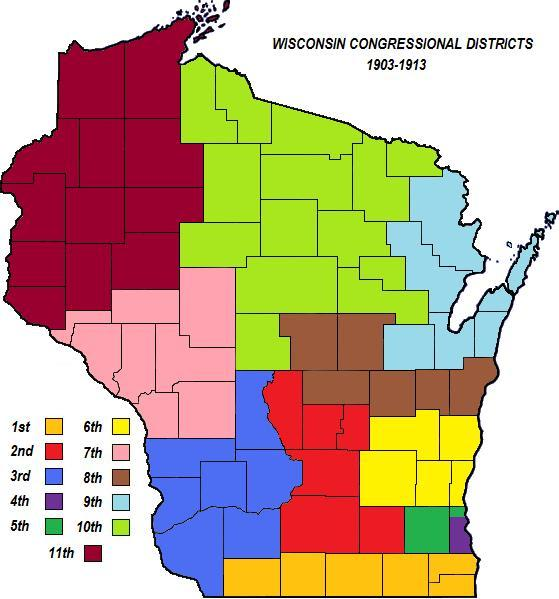
Districts congressionnels du Wisconsin après le recensement de 1900

### Recensement de 1910 et 1920
Le recensement de 1910 a recensé une population de 2 333 860 citoyens pour le Wisconsin et le recensement de 1920 a vu la population de l'État passer à 2 632 670. Grâce à cette croissance, l'État a conservé ses 11 sièges à la Chambre des Représentants tout au long des années 1910 et 1920. Avant les élections au Congrès de 1912, le 6e district a été reconfiguré d'une manière plus proche de celle de la répartition de 1893. Le district comprenait les comtés de Calumet, Fond du Lac, Green Lake, Manitowoc, Marquette et Winnebago. Les 11 districts ont continué dans les mêmes configurations jusqu'aux élections de 1932. Le 6e district est passé de 201 637 à 214 206 entre les deux dénombrements.

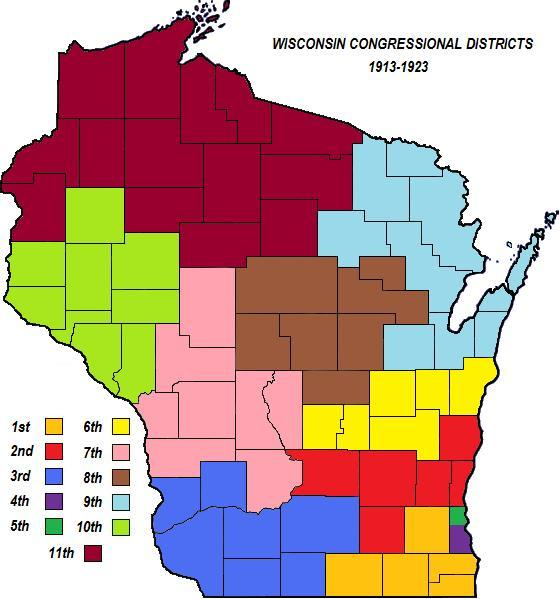
Districts congressionnels du Wisconsin après les recensements de 1910 et 1920

### Recensement de 1930, 1940 et 1950
Le Wisconsin a perdu un siège au Congrès à la suite du recensement de 1930. Le 6e district comprenait désormais les comtés de Calumet, Fond du Lac, Ozaukee, Sheboygan, Washington et Winnebago. Selon le recensement de 1950, la population du district était de 315 666 habitants. Ce déplacement du district vers le sud-est est resté en vigueur pendant 30 ans, se terminant avec les élections de 1962.

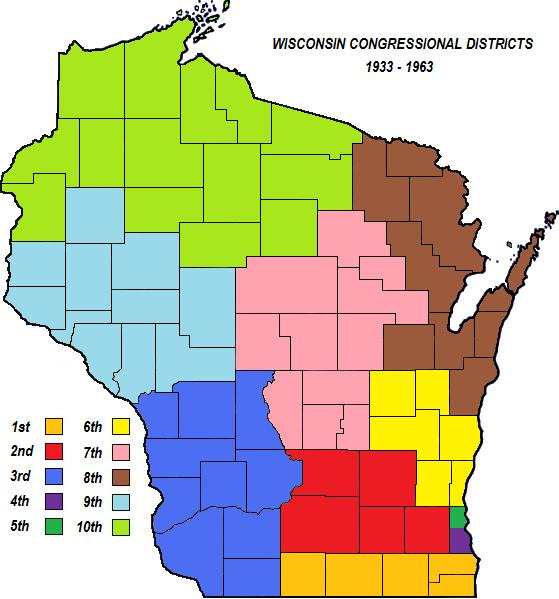
Districts congressionnels du Wisconsin après les recensements de 1930, 1940 et 1950

### Recensement de 1960
L'État a conservé ses 10 sièges au Congrès après le recensement de 1960. En raison de l'évolution de la population, les districts ont été redistribués. Le Comté de Green Lake a été ajouté aux comtés existants du 6e district, à savoir Calumet, Fond du Lac, Ozaukee, Sheboygan, Washington et Winnebago. Ce léger déplacement vers l'ouest a donné au district une population de 391 743 habitants.
C'est également à cette époque que la domination du Parti Républicain sur le district a été brisée. Le Démocrate John Abner Race a représenté le district de 1965 à 1967. Hormis cette brève interruption, un Républicain a été envoyé à Washington, D.C. à chaque élection depuis 1938.

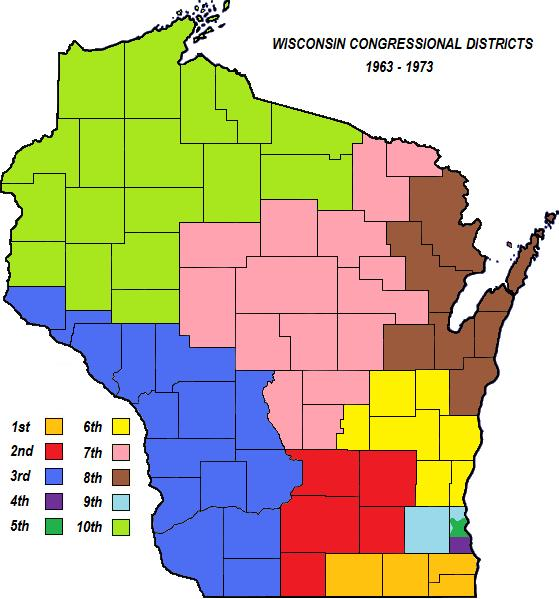
Districts congressionnels du Wisconsin après le recensement de 1960

### Recensement de 1970
L'État du Wisconsin a gagné 465 318 habitants pour un total de 4 418 683 selon le recensement de 1970. Parce qu'il s'agissait d'une augmentation inférieure à celle d'autres régions du pays, l'État a perdu un siège à la Chambre des Représentants, ce qui a nécessité une redistribution des districts de l'État.
Le 6e district s'étendait désormais plus à l'ouest qu'à aucun autre moment depuis sa configuration originale en 1860. Il comprenait désormais tout ou partie d'Adams, Calumet, Fond du Lac, Green Lake, Juneau, Manitowoc, Marquette, Monroe, Sheboygan, Waushara et Winnebago.
C'était la première fois, sauf dans le Comté de Milwaukee, que les districts ne suivaient pas les frontières des comtés dans tout l'État. La ville de Waupun dans le Comté de Fond du Lac a été incluse dans le 2e district. Seules les cinq villes les plus à l'est du Comté de Monroe étaient incluses dans le 6e district.

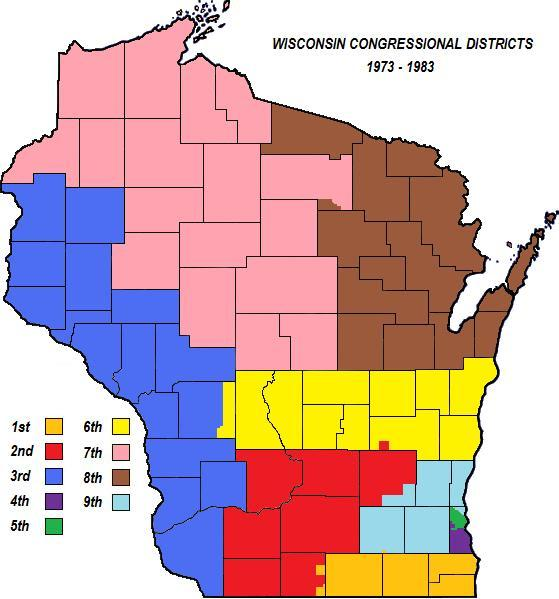
Districts congressionnels du Wisconsin après le recensement de 1970

### Recensement de 1980
Après le recensement de 1980, le 6e district s'est à nouveau agrandi. Tout le Comté de Monroe fait désormais partie du district, ce qui représente une nouvelle expansion vers l'ouest. L'ensemble du Comté de Waupaca et le coin sud-ouest du Comté de Wood ont élargi le district vers le nord. Les villes du sud des comtés d'Adams, Juneau, Fond du Lac et Sheboygan, ainsi que la ville de Sheboygan, ont été retirées du district et incluses dans le 2e district et le 9e district. De plus, les comtés de Calumet, Green Lake, Manitowoc, Marquette, Waushara et Winnebago ont été inclus dans leur intégralité. La population du 6e district selon le recensement de 1980 était de 522 546 habitants.

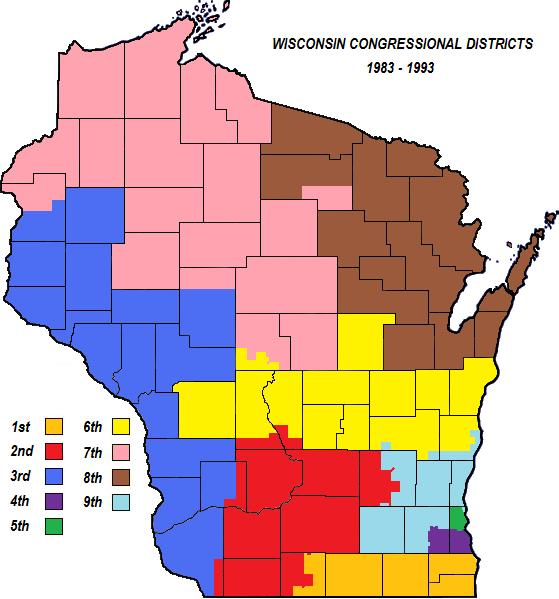
Districts congressionnels du Wisconsin après le recensement de 1980

### Recensement de 1990
Le recensement de 1990 a vu le Wisconsin conserver ses neuf sièges à la Chambre des Représentants et n'avoir apporté que des changements mineurs au 6e district. Tout ou partie des comtés d'Adams, Brown, Calumet, Fond du Lac, Green Lake, Juneau, Manitowoc, Marquette, Monroe, Outagamie, Sheboygan, Waupaca, Waushara et Winnebago faisaient partie du 6e district..

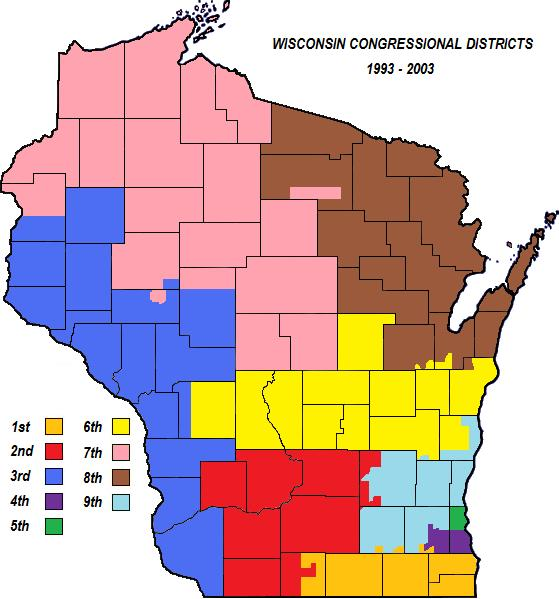
Districts congressionnels du Wisconsin après le recensement de 1990

### Recensement de 2000
Suite au recensement de 2000, la population du Wisconsin s'est élevée à 5 363 675 habitants. Parce que cette croissance n’a pas été aussi importante que dans d’autres régions du pays, le Wisconsin a perdu un siège au Congrès. Ne disposant désormais que de huit sièges, un redécoupage majeur a eu lieu dans l'État pour la première fois depuis la perte de son 10e siège à la suite du recensement de 1970. Le nouveau 6e district comprenait les comtés d'Adams, Calumet, Dodge, Fond du Lac, Green Lake, Marquette, Manitowoc, Waushara et Winnebago, en plus de petites sections des comtés d'Outagamie et de Jefferson.

### Recensement de 2010
Le Wisconsin a conservé ses huit sièges à la Chambre des Représentants après le recensement de 2010, bien que les limites du district aient été modifiées par la Législature de l'État pour inclure Columbia et le Comté d'Ozaukee, tout en n'incluant plus Adams, Calumet et la majeure partie du Comté de Dodge. Ce n'est pas la première fois que le 6e district inclut le Comté d'Ozaukee. Cependant, c'est la première fois qu'une partie du Comté de Milwaukee est incluse. Il comprenait la banlieue nord de River Hills.

## Historique de vote
| Année | Poste     | Résultats              |
| ----- | --------- | ---------------------- |
| 2000  | Président | Bush 53,0 % - 43,0 %   |
| 2004  | Président | Bush 56,0 % - 43,0 %   |
| 2008  | Président | Obama 50,0 % - 49,0 %  |
| 2012  | Président | Romney 53,0 % - 46,0 % |
| 2016  | Président | Trump 56,0 % - 39,0 %  |
| 2020  | Président | Trump 56,0 % - 41,0 %  |

## Liste des Représentants du district
| Membre                          | Parti       | Années                            | Congrès     | Histoire électorale |
| ------------------------------- | ----------- | --------------------------------- | ----------- | --- |
| District établit le 4 mars 1863 |             |                                   |             | |
| Walter D. McIndoe (en)          | Républicain | 4 mars 1863 - 3 mars 1867         | 38e , 39e   | Redécoupage depuis le 2e district et réélu en 1862. Réélu en 1864. Retrait. |
| Cadwallader C. Washburn         | Républicain | 4 mars 1867 - 3 mars 1871         | 40e , 41e   | Élu en 1866. Réélu en 1868. Retrait. |
| Jeremiah McLain Rusk            | Républicain | 4 mars 1871 - 3 mars 1873         | 42e         | Élu en 1870. Redécoupage vers le 7e district. |
| Philetus Sawyer (en)            | Républicain | 4 mars 1873 - 3 mars 1875         | 43e         | Redécoupage depuis le 5e district et réélu en 1872. Retrait. |
| Alanson M. Kimball (en)         | Républicain | 4 mars 1875 - 3 mars 1877         | 44e         | Élu en 1874. Retrait. |
| Gabriel Bouck (en)              | Démocrate   | 4 mars 1877 - 3 mars 1881         | 45e , 46e   | Élu en 1876. Réélu en 1878. Perd sa réélection. |
| Richard W. Guenther (en)        | Républicain | 4 mars 1881 - 3 mars 1887         | 47e - 49e   | Élu en 1880. Réélu en 1882. Réélu en 1884. Redécoupage vers le 2e district. |
| Charles B. Clark (en)           | Républicain | 4 mars 1887 - 3 mars 1891         | 50e , 51e   | Élu en 1886. Réélu en 1888. Perd sa réélection. |
| Lucas M. Miller (en)            | Démocrate   | 4 mars 1891 - 3 mars 1893         | 52e         | Élu en 1890. Perd sa renomination. |
| Owen A. Wells (en)              | Démocrate   | 4 mars 1893 - 3 mars 1895         | 53e         | Élu en 1892. Perd sa réélection. |
| Samuel A. Cook (en)             | Républicain | 4 mars 1895 - 3 mars 1897         | 54e         | Élu en 1894. Retrait pour se présenter comme Sénateur des États-Unis. |
| James H. Davidson (en)          | Républicain | 4 mars 1897 - 3 mars 1903         | 55e - 57e   | Élu en 1896. Réélu en 1898. Réélu en 1900. Redécoupage vers le 8e district. |
| Charles H. Weisse (en)          | Démocrate   | 4 mars 1903 - 3 mars 1911         | 58e - 61e   | Élu en 1902. Réélu en 1904. Réélu en 1906. Réélu en 1908. Retrait. |
| Michael E. Burke (en)           | Démocrate   | 4 mars 1911 - 3 mars 1913         | 62e         | Élu en 1910. Redécoupage vers le 2e district. |
| Michael Reilly (en)             | Démocrate   | 4 mars 1913 - 3 mars 1917         | 63e , 64e   | Élu en 1912. Réélu en 1914. Perd sa réélection. |
| James H. Davidson (en)          | Républicain | 4 mars 1917 - 6 août 1918         | 65e         | Élu en 1916. Décès. |
| Vacant                          | Vacant      | 6 août 1918 - 5 novembre 1918     | 65e         | |
| Florian Lampert (en)            | Républicain | 5 novembre 1918 - 18 juillet 1930 | 65e - 71e   | Élu pour terminer le mandat de Davidson. Également élu pour un mandat complet. Réélu en 1920. Réélu en 1922. Réélu en 1924. Réélu en 1926. Réélu en 1928. Décès. |
| Vacant                          | Vacant      | 18 juillet 1930 - 4 novembre 1930 | 71e         | |
| Michael Reilly (en)             | Démocrate   | 4 novembre 1930 - 3 janvier 1939  | 71e - 75e   | Élu pour terminer le mandat de Lampert. Également élu pour un mandat complet. Réélu en 1932. Réélu en 1934. Réélu en 1936. Perd sa réélection. |
| Frank Bateman Keefe (en)        | Républicain | 3 janvier 1939 - 3 janvier 1951   | 76e - 81e   | Élu en 1938. Réélu en 1940. Réélu en 1942. Réélu en 1944. Réélu en 1946. Réélu en 1948. Retrait. |
| William Van Pelt (en)           | Républicain | 3 janvier 1951 - 3 janvier 1965   | 82e - 88e   | Élu en 1950. Réélu en 1952. Réélu en 1954. Réélu en 1956. Réélu en 1958. Réélu en 1960. Réélu en 1962. Perd sa réélection. |
| John Abner Race (en)            | Démocrate   | 3 janvier 1965 - 3 janvier 1967   | 89e         | Élu en 1964. Perd sa réélection. |
| William E. Steiger (en)         | Républicain | 3 janvier 1967 - 4 décembre 1978  | 90e - 95e   | Élu en 1966. Réélu en 1968. Réélu en 1970. Réélu en 1972. Réélu en 1974. Réélu en 1976. Réélu en 1978 mais décède avant que le mandat ne débute. |
| Vacant                          | Vacant      | 4 décembre 1978 - 3 avril 1979    | 95e , 96e   | |
| Tom Petri (en)                  | Républicain | 3 avril 1979 - 3 janvier 2015     | 96e - 113e  | Élu pour terminer le mandat de Steiger. Réélu en 1980. Réélu en 1982. Réélu en 1984. Réélu en 1986. Réélu en 1988. Réélu en 1990. Réélu en 1992. Réélu en 1994. Réélu en 1996. Réélu en 1998. Réélu en 2000. Réélu en 2002. Réélu en 2004. Réélu en 2006. Réélu en 2008. Réélu en 2010. Réélu en 2012. Retrait. |
| Glenn Grothman                  | Républicain | 3 janvier 2015 - Présent          | 114e - 118e | Élu en 2014. Réélu en 2016. Réélu en 2018. Réélu en 2020. Réélu en 2022. |

## Résultats des récentes élections
Voici les résultats des dix précédents cycles électoraux dans le district.

## Frontières historiques du district

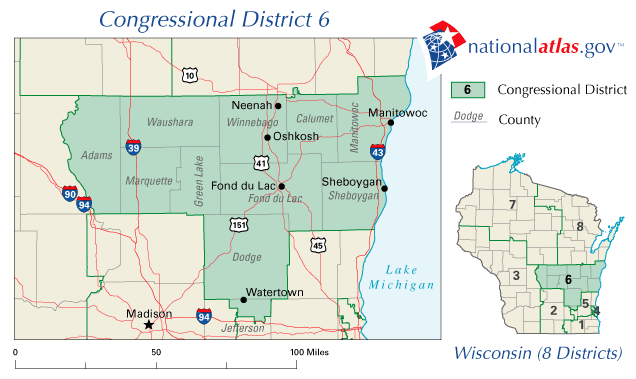
2003 - 2013

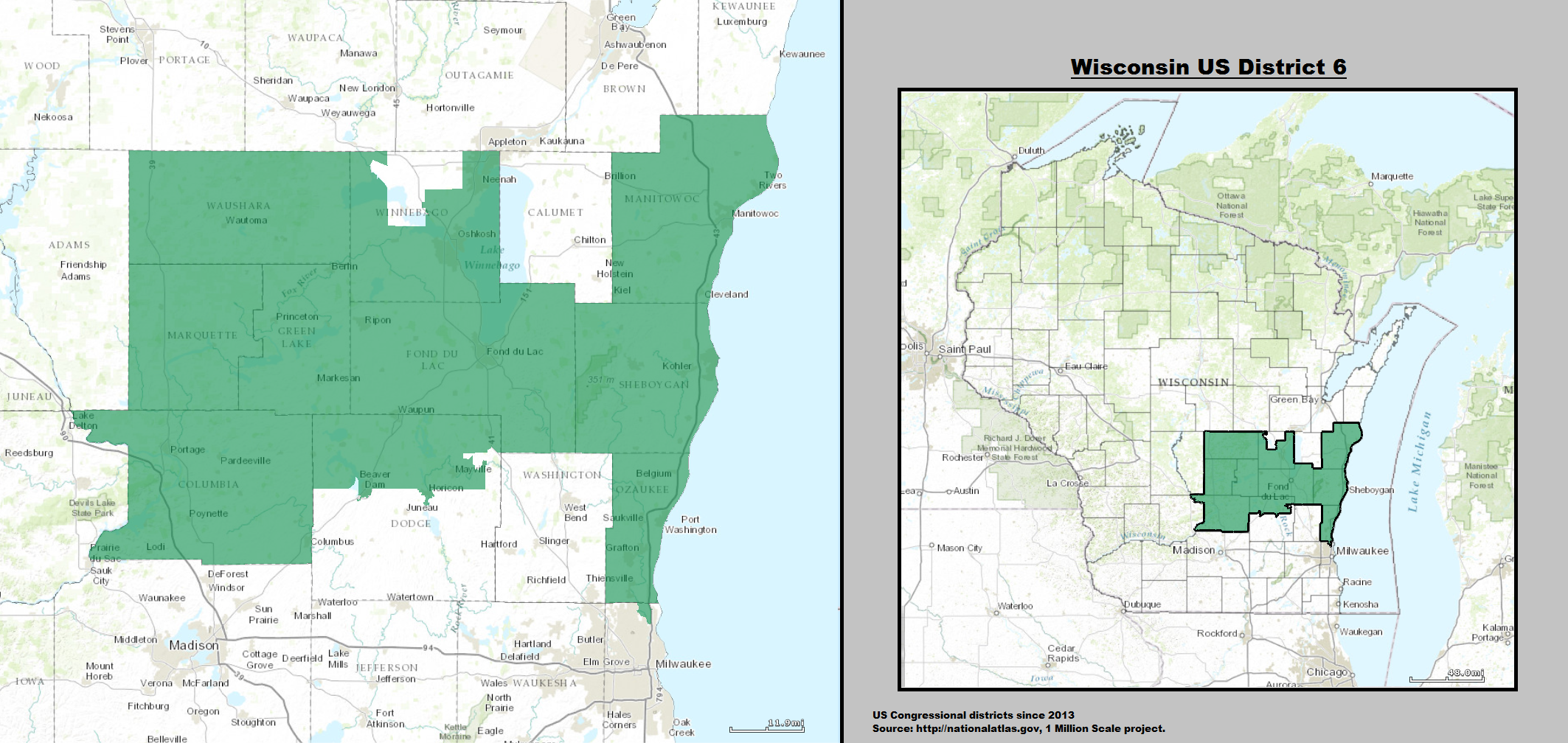
2013 - 2023

### 2004
| Élection de 2004 du 6e district congressionnel du Wisconsin | Élection de 2004 du 6e district congressionnel du Wisconsin | Élection de 2004 du 6e district congressionnel du Wisconsin | Élection de 2004 du 6e district congressionnel du Wisconsin | Élection de 2004 du 6e district congressionnel du Wisconsin |
| ----------------------------------------------------------- | ----------------------------------------------------------- | ----------------------------------------------------------- | ----------------------------------------------------------- | ----------------------------------------------------------- |
| Parti                                                       | Parti                                                       | Candidat                                                    | Votes                                                       | %                                                           |
|                                                             | Républicain                                                 | Tom Petri (en) (sortant)                                    | 238 620                                                     | 67,0                                                        |
|                                                             | Démocrate                                                   | Jef Hall                                                    | 107 209                                                     | 30,1                                                        |
|                                                             | Indépendant                                                 | Carol Ann Rittenhouse                                       | 10 018                                                      | 2,8                                                         |
|                                                             | Autres                                                      | Autres                                                      | 148                                                         | 0,0                                                         |
| Total des votes                                             | Total des votes                                             | Total des votes                                             | 355 995                                                     | 100 %                                                       |
|                                                             | Les Républicains conservent                                 |                                                             |                                                             |                                                             |

### 2006
| Élection de 2006 du 6e district congressionnel du Wisconsin | Élection de 2006 du 6e district congressionnel du Wisconsin | Élection de 2006 du 6e district congressionnel du Wisconsin | Élection de 2006 du 6e district congressionnel du Wisconsin | Élection de 2006 du 6e district congressionnel du Wisconsin |
| ----------------------------------------------------------- | ----------------------------------------------------------- | ----------------------------------------------------------- | ----------------------------------------------------------- | ----------------------------------------------------------- |
| Parti                                                       | Parti                                                       | Candidat                                                    | Votes                                                       | %                                                           |
|                                                             | Républicain                                                 | Tom Petri (en) (sortant)                                    | 201 367                                                     | 98,9                                                        |
|                                                             | Autres                                                      | Autres                                                      | 2190                                                        | 1,1                                                         |
| Total des votes                                             | Total des votes                                             | Total des votes                                             | 203 557                                                     | 100 %                                                       |
|                                                             | Les Républicains conservent                                 |                                                             |                                                             |                                                             |

### 2008
| Élection de 2008 du 6e district congressionnel du Wisconsin | Élection de 2008 du 6e district congressionnel du Wisconsin | Élection de 2008 du 6e district congressionnel du Wisconsin | Élection de 2008 du 6e district congressionnel du Wisconsin | Élection de 2008 du 6e district congressionnel du Wisconsin |
| ----------------------------------------------------------- | ----------------------------------------------------------- | ----------------------------------------------------------- | ----------------------------------------------------------- | ----------------------------------------------------------- |
| Parti                                                       | Parti                                                       | Candidat                                                    | Votes                                                       | %                                                           |
|                                                             | Républicain                                                 | Tom Petri (en) (sortant)                                    | 221 875                                                     | 63,7                                                        |
|                                                             | Démocrate                                                   | Roger A. Kittelson                                          | 126 090                                                     | 36,2                                                        |
|                                                             | Autres                                                      | Autres                                                      | 299                                                         | 0,1                                                         |
| Total des votes                                             | Total des votes                                             | Total des votes                                             | 348 264                                                     | 100 %                                                       |
|                                                             | Les Républicains conservent                                 |                                                             |                                                             |                                                             |

### 2010
| Élection de 2010 du 6e district congressionnel du Wisconsin | Élection de 2010 du 6e district congressionnel du Wisconsin | Élection de 2010 du 6e district congressionnel du Wisconsin | Élection de 2010 du 6e district congressionnel du Wisconsin | Élection de 2010 du 6e district congressionnel du Wisconsin |
| ----------------------------------------------------------- | ----------------------------------------------------------- | ----------------------------------------------------------- | ----------------------------------------------------------- | ----------------------------------------------------------- |
| Parti                                                       | Parti                                                       | Candidat                                                    | Votes                                                       | %                                                           |
|                                                             | Républicain                                                 | Tom Petri (en) (sortant)                                    | 183 271                                                     | 70,7                                                        |
|                                                             | Démocrate                                                   | Joseph C. Kallas                                            | 75 926                                                      | 29,3                                                        |
|                                                             | Autres                                                      | Autres                                                      | 170                                                         | 0,1                                                         |
| Total des votes                                             | Total des votes                                             | Total des votes                                             | 259 367                                                     | 100 %                                                       |
|                                                             | Les Républicains conservent                                 |                                                             |                                                             |                                                             |

### 2012
| Élection de 2012 du 6e district congressionnel du Wisconsin | Élection de 2012 du 6e district congressionnel du Wisconsin | Élection de 2012 du 6e district congressionnel du Wisconsin | Élection de 2012 du 6e district congressionnel du Wisconsin | Élection de 2012 du 6e district congressionnel du Wisconsin |
| ----------------------------------------------------------- | ----------------------------------------------------------- | ----------------------------------------------------------- | ----------------------------------------------------------- | ----------------------------------------------------------- |
| Parti                                                       | Parti                                                       | Candidat                                                    | Votes                                                       | %                                                           |
|                                                             | Républicain                                                 | Tom Petri (en) (sortant)                                    | 223 460                                                     | 62,1                                                        |
|                                                             | Démocrate                                                   | Joe Kallas                                                  | 135 921                                                     | 37,8                                                        |
|                                                             | Autres                                                      | Autres                                                      | 364                                                         | 0,1                                                         |
| Total des votes                                             | Total des votes                                             | Total des votes                                             | 359 745                                                     | 100 %                                                       |
|                                                             | Les Républicains conservent                                 |                                                             |                                                             |                                                             |

### 2014
| Élection de 2014 du 6e district congressionnel du Wisconsin | Élection de 2014 du 6e district congressionnel du Wisconsin | Élection de 2014 du 6e district congressionnel du Wisconsin | Élection de 2014 du 6e district congressionnel du Wisconsin | Élection de 2014 du 6e district congressionnel du Wisconsin |
| ----------------------------------------------------------- | ----------------------------------------------------------- | ----------------------------------------------------------- | ----------------------------------------------------------- | ----------------------------------------------------------- |
| Parti                                                       | Parti                                                       | Candidat                                                    | Votes                                                       | %                                                           |
|                                                             | Républicain                                                 | Glenn Grothman                                              | 169 767                                                     | 56,8                                                        |
|                                                             | Démocrate                                                   | Mark Harris                                                 | 122 212                                                     | 40,9                                                        |
|                                                             | Libertarien                                                 | Gus Fahrendorf                                              | 6865                                                        | 2,3                                                         |
|                                                             | Autres                                                      | Autres                                                      | 189                                                         | 0,1                                                         |
| Total des votes                                             | Total des votes                                             | Total des votes                                             | 299 033                                                     | 100 %                                                       |
|                                                             | Les Républicains conservent                                 |                                                             |                                                             |                                                             |

### 2016
| Élection de 2016 du 6e district congressionnel du Wisconsin | Élection de 2016 du 6e district congressionnel du Wisconsin | Élection de 2016 du 6e district congressionnel du Wisconsin | Élection de 2016 du 6e district congressionnel du Wisconsin | Élection de 2016 du 6e district congressionnel du Wisconsin |
| ----------------------------------------------------------- | ----------------------------------------------------------- | ----------------------------------------------------------- | ----------------------------------------------------------- | ----------------------------------------------------------- |
| Parti                                                       | Parti                                                       | Candidat                                                    | Votes                                                       | %                                                           |
|                                                             | Républicain                                                 | Glenn Grothman (sortant)                                    | 204 147                                                     | 57,2                                                        |
|                                                             | Démocrate                                                   | Sarah Lloyd                                                 | 133 072                                                     | 37,3                                                        |
|                                                             | Indépendant                                                 | Jeff Dahlke                                                 | 19 716                                                      | 5,5                                                         |
| Total des votes                                             | Total des votes                                             | Total des votes                                             | 356 935                                                     | 100 %                                                       |
|                                                             | Les Républicains conservent                                 |                                                             |                                                             |                                                             |

### 2018
| Élection de 2018 du 6e district congressionnel du Wisconsin | Élection de 2018 du 6e district congressionnel du Wisconsin | Élection de 2018 du 6e district congressionnel du Wisconsin | Élection de 2018 du 6e district congressionnel du Wisconsin | Élection de 2018 du 6e district congressionnel du Wisconsin |
| ----------------------------------------------------------- | ----------------------------------------------------------- | ----------------------------------------------------------- | ----------------------------------------------------------- | ----------------------------------------------------------- |
| Parti                                                       | Parti                                                       | Candidat                                                    | Votes                                                       | %                                                           |
|                                                             | Républicain                                                 | Glenn Grothman (sortant)                                    | 180 311                                                     | 55,5                                                        |
|                                                             | Démocrate                                                   | Dan Kohl                                                    | 144 536                                                     | 44,5                                                        |
| Total des votes                                             | Total des votes                                             | Total des votes                                             | 324 847                                                     | 100 %                                                       |
|                                                             | Les Républicains conservent                                 |                                                             |                                                             |                                                             |

### 2020
| Élection de 2020 du 6e district congressionnel du Wisconsin | Élection de 2020 du 6e district congressionnel du Wisconsin | Élection de 2020 du 6e district congressionnel du Wisconsin | Élection de 2020 du 6e district congressionnel du Wisconsin | Élection de 2020 du 6e district congressionnel du Wisconsin |
| ----------------------------------------------------------- | ----------------------------------------------------------- | ----------------------------------------------------------- | ----------------------------------------------------------- | ----------------------------------------------------------- |
| Parti                                                       | Parti                                                       | Candidat                                                    | Votes                                                       | %                                                           |
|                                                             | Républicain                                                 | Glenn Grothman (sortant)                                    | 238 874                                                     | 59,2                                                        |
|                                                             | Démocrate                                                   | Jessica King                                                | 164 239                                                     | 40,7                                                        |
|                                                             | Write-In                                                    | Write-In                                                    | 220                                                         | 0,1                                                         |
| Total des votes                                             | Total des votes                                             | Total des votes                                             | 403 333                                                     | 100 %                                                       |
|                                                             | Les Républicains conservent                                 |                                                             |                                                             |                                                             |

### 2022
| Primaire Républicaine de 2022 du 6e district congressionnel du Wisconsin | Primaire Républicaine de 2022 du 6e district congressionnel du Wisconsin | Primaire Républicaine de 2022 du 6e district congressionnel du Wisconsin | Primaire Républicaine de 2022 du 6e district congressionnel du Wisconsin | Primaire Républicaine de 2022 du 6e district congressionnel du Wisconsin |
| ------------------------------------------------------------------------ | ------------------------------------------------------------------------ | ------------------------------------------------------------------------ | ------------------------------------------------------------------------ | ------------------------------------------------------------------------ |
| Parti                                                                    | Parti                                                                    | Candidat                                                                 | Votes                                                                    | %                                                                        |
|                                                                          | Républicain                                                              | Glenn Grothman (sortant)                                                 | 84 056                                                                   | 82,5                                                                     |
|                                                                          | Républicain                                                              | Douglas Mullenix                                                         | 17 773                                                                   | 17,4                                                                     |

| Élection de 2022 du 6e district congressionnel du Wisconsin | Élection de 2022 du 6e district congressionnel du Wisconsin | Élection de 2022 du 6e district congressionnel du Wisconsin | Élection de 2022 du 6e district congressionnel du Wisconsin | Élection de 2022 du 6e district congressionnel du Wisconsin |
| ----------------------------------------------------------- | ----------------------------------------------------------- | ----------------------------------------------------------- | ----------------------------------------------------------- | ----------------------------------------------------------- |
| Parti                                                       | Parti                                                       | Candidat                                                    | Votes                                                       | %                                                           |
|                                                             | Républicain                                                 | Glenn Grothman (sortant)                                    | 239 231                                                     | 94,9                                                        |
|                                                             | Indépendant                                                 | Tom Powell (write-in)                                       | 340                                                         | 0,1                                                         |
|                                                             | Write-In                                                    | Write-In                                                    | 12 428                                                      | 4,9                                                         |
| Total des votes                                             | Total des votes                                             | Total des votes                                             | 251 999                                                     | 100 %                                                       |
|                                                             | Les Républicains conservent                                 |                                                             |                                                             |                                                             |

### 2024
| Primaire Républicaine de 2024 du 6e district congressionnel du Wisconsin | Primaire Républicaine de 2024 du 6e district congressionnel du Wisconsin | Primaire Républicaine de 2024 du 6e district congressionnel du Wisconsin | Primaire Républicaine de 2024 du 6e district congressionnel du Wisconsin | Primaire Républicaine de 2024 du 6e district congressionnel du Wisconsin |
| ------------------------------------------------------------------------ | ------------------------------------------------------------------------ | ------------------------------------------------------------------------ | ------------------------------------------------------------------------ | ------------------------------------------------------------------------ |
| Parti                                                                    | Parti                                                                    | Candidat                                                                 | Votes                                                                    | %                                                                        |
|                                                                          | Républicain                                                              | Glenn Grothman (sortant)                                                 | 75 113                                                                   | 100%                                                                     |

| Primaire Démocrate de 2024 du 6e district congressionnel du Wisconsin | Primaire Démocrate de 2024 du 6e district congressionnel du Wisconsin | Primaire Démocrate de 2024 du 6e district congressionnel du Wisconsin | Primaire Démocrate de 2024 du 6e district congressionnel du Wisconsin | Primaire Démocrate de 2024 du 6e district congressionnel du Wisconsin |
| --------------------------------------------------------------------- | --------------------------------------------------------------------- | --------------------------------------------------------------------- | --------------------------------------------------------------------- | --------------------------------------------------------------------- |
| Parti                                                                 | Parti                                                                 | Candidat                                                              | Votes                                                                 | %                                                                     |
|                                                                       | Démocrate                                                             | John Zarbano                                                          | 54 212                                                                | 100%                                                                  |

| Élection de 2024 du 6e district congressionnel du Wisconsin | Élection de 2024 du 6e district congressionnel du Wisconsin | Élection de 2024 du 6e district congressionnel du Wisconsin | Élection de 2024 du 6e district congressionnel du Wisconsin | Élection de 2024 du 6e district congressionnel du Wisconsin |
| ----------------------------------------------------------- | ----------------------------------------------------------- | ----------------------------------------------------------- | ----------------------------------------------------------- | ----------------------------------------------------------- |
| Parti                                                       | Parti                                                       | Candidat                                                    | Votes                                                       | %                                                           |
|                                                             | Républicain                                                 | Glenn Grothman (sortant)                                    | TBD                                                         | TBD                                                         |
|                                                             | Démocrate                                                   | John Zarbano                                                | TBD                                                         | TBD                                                         |
| Total des votes                                             | Total des votes                                             | Total des votes                                             | TBD                                                         | 100 %                                                       |
|                                                             |                                                             |                                                             |                                                             |                                                             |